# Enric Duran i Tortajada
Enric Duran i Tortajada (València, 27 d'agost de 1895 - València, 28 de juny de 1967) va ser un poeta i dramaturg valencià, germà de l'escriptor Miquel Duran de València, amb el qual va escriure algunes obres en col·laboració.

## Biografia
Son pare, Miquel, natural d'Andorra, era agent comercial, i sa mare, Ciril·la, era mestra i natural de Benimodo. Molt jove, als 16 anys, va morir son pare, cosa que el va a fer decidir-se a continuar amb el treball del seu progenitor, encara que no deixà d'escriure i tot i col·laborar amb diverses publicacions de caràcter periòdic.
Entre altres revistes i diaris va col·laborar a Avant, Valencia Cultural, El Cuento del Dumenche i València Mensual, de la ciutat de València; El Progreso de Xàtiva; Tierra Levantina, de Buenos Aires; i Senyera, de Mèxic. L'any 1915 va ser vocal de la primera junta directiva de Joventut Nacionalista Republicana. L'any 1930 va fundar amb Francesc Almela i Vives la sèrie Nostra Novel·la. Durant la Guerra Civil va ser regidor i tinent d'alcalde de l'Ajuntament de València.
En la seua obra poètica, considerada mostra del "Paisatgisme sentimental", segueix la ruta marcada per Teodor Llorente. A més fou amic de Nicolau Primitiu, amb qui mantenia correspondència.
Va ser un dels signataris de les Normes de Castelló, l'any 1932.
Va pertànyer a l'Agrupació Valencianista de la Dreta, constituïa el 22 d'octubre de 1933, i que tingué un breu funcionament.
Participà, com alumne, dels primers cursos de "Llengua i cultura valencianes" que es donaren a la Universitat de València l'any 1954.

## Obres
(llista no exhaustiva)

### Teatre
- 1919 La senda azul, Teatre Olympia de València
- 1921 Tronada d'estiu, Teatre Lírico de València
- 1921 Beniflors, sarsuela en dos actes, en col·laboració amb Eduard Mallent, música de Manuel Palau
- 1929 Les dones són el dimoni, amb Miquel Duran de València, Barcelona[7]
- 1931 Ahí va un cassador! (sic), amb Miquel Duran de València, Teatre Alkázar, València, 4 de gener
- 1932 Un home de sort, amb Miquel Duran de València, Teatre Valencià, 18 de novembre
- 1934 Paraís sis, tercer pis, amb Miquel Duran de València, Nostre Teatre, València, 23 de febrer

### Narrativa
- 1916 La predicció, conte publicat a El cuento del Dumenche
- 1930 Un drama en un poble,[9] conte publicat en la col·lecció Nostra Novel·la.
- 1931 Ninots de falla, conte publicat en la col·lecció Nostra Novel·la.
- 1931 Els ulls de l'espirit, conte publicat en la col·lecció Nostra Novel·la.

### Poesia
- 1942 Els sonets de la llar
- 1942 Les cançons de l'horta
- 1945 Poema de València
- 1947 El poema de l'aigua
- 1949 El ramell líric
- 1952 Les hores clares
- 1957 Lejanías azules. Successor de Vives Mora. València.
- 1961 La crónica viajera
- 1963 Semprevives. Antologia poètica.
- Pomell de rimes
- Poemes i madrigals
- Retaule vicentí